# اسحاق هرتزوگ
اسحاق «بوژی» هرتزوگ (عبری: יצחק "בוז׳י" הרצוג‎، آوانگاری: Yitskhak "Buzhi" Hertsog؛ زادهٔ ۲۲ سپتامبر ۱۹۶۰) وکیل و سیاستمدار اسرائیلی است که از ژوئیه ۲۰۲۱ به عنوان یازدهمین رئیس‌جمهور اسرائیل فعالیت می‌کند. او سابقه نمایندگی در کنست، رهبری حزب کار و رهبری مخالفان اسرائیل را نیز دارد.
اسحاق هرتزوگ پیشتر وزیر رفاه و خدمات اجتماعی، وزیر امور یهودیان خارج از اسرائیل، جامعه و مبارزه با یهودستیزی، وزیر مسکن و ساختمان و وزیر گردشگری بوده است. وی فرزند حییم هرتزوگ ششمین رئیس‌جمهور اسرائیل و نوهٔ اولین خاخام اعظم اسرائیل، اسحاق هالیوی هرتزوگ است. او در تل آویو به دنیا آمده و در رشته حقوق در دانشگاه تل آویو و دانشگاه کورنل تحصیل کرده است. وی متأهل است و سه فرزند دارد. هرتزوگ در سال ۲۰۲۱ برای سمت ریاست‌جمهوری کشور اسرائیل انتخاب شد.
اسحاق هرتزوگ، برادر کوچکتر سرتیپ مایکل هرتزوگ، سفیر کنونی اسرائیل در ایالات متحده آمریکا است.

## نگارخانه

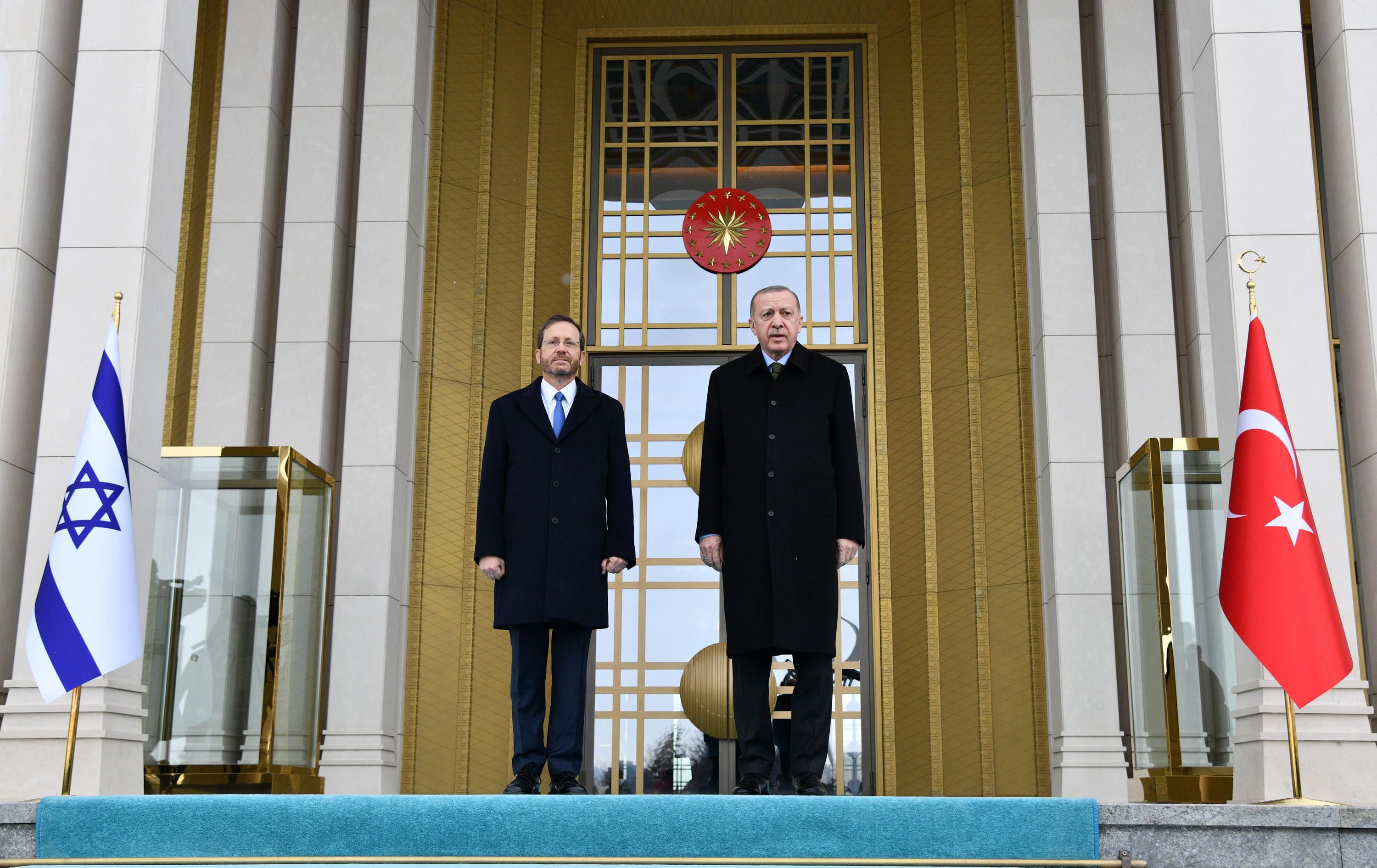
هرتزوگ و اردوغان رئیس‌جمهور ترکیه، مارس ۲۰۲۲